# Тсигечик
Тсигечик (енгл. Tsiigehtchic, званично Charter Community of Tsiigehtchic, /ˈtsiːɡɛtʃɪk/) је насеље староседелачког народа Гвичин, које се налази на ушћу река Макензи и Арктичка црвена река у Области Инувик у канадским Северозападним територијама. Насеље се до 1. априла 1994. звало Арктичка црвена река. Тсигечик у преводу значи „ушће гвоздене реке”. 

## Демографија
Према попису становништва Канаде 2011, насеље је имало 143 становника, што је смањење од 18,3% у односу на претходни попис из 2006. Према подацима владе Северозападних територија из 2012. број становника је смањен на 128, а од 2001. до 2012. просечна годишња стопа промене броја становника је -4.0%.